# Proruby
Proruby (en allemand : Lichtenhain) est une commune du district de Rychnov nad Kněžnou, dans la région de Hradec Králové, en République tchèque. Sa population s'élevait à 51 habitants en 2023.

## Géographie
Proruby se trouve à 11 km au sud-sud-est de Rychnov nad Kněžnou, à 37 km à l'est-sud-est de Hradec Králové et à 133 km à l'est de Prague.
La commune est limitée par Potštejn au nord et à l'est, par Polom au sud-est, et par Lhoty u Potštejna au sud-ouest et à l'ouest.

## Histoire
La première mention écrite de la localité date de 1497.

## Transports
Par la route, Proruby se trouve à 7 km de Vamberk, à 14 km de Rychnov nad Kněžnou, à 44 km de Hradec Králové et à 159 km de Prague.